# Дуглас Гаррі Вілок
Дуглас Гаррі Вілок (англ. Douglas Harry Wheelock; нар. 5 травня 1960, Бінгемтон) — офіцер армії США й астронавт НАСА. Член спільнот: льотчиків-випробувачів Society of Experimental Test Pilots, військових інженерів Society of American Military Engineers і деяких інших.

## Освіта і військова служба
Після закінчення середньої школи вступив до Військової Академії у Вест-Пойнт, яку закінчив в 1983 році здобувши ступінь бакалавра наук по прикладній науці й машинобудуванню і військове звання другого лейтенанта.
Із закінченням військової академії почалася його служба в Армії США, де, після відповідної підготовки, він став пілотом, дослужившись від ведучого ланки до командира повітряно-десантної групи.
Потім як інженер-розробник і дослідник нових видів озброєнь почав службу в Авіаційному управлінні розвитку засобів бою.
Продовжував навчання і в 1992 році здобув ступінь магістра аерокосмічної техніки в Технологічному інституті Джорджії з дослідженнями в галузі високотемпературної газодинаміки, стабільності польоту, автоматичного управління та робототехніки. У 1993 році він вивчився на льотчика-випробувача і з 1994 року почав службу у випробувальному центрі армійської авіації. Основним завданням його було відпрацювання авіаційних систем розвідки.
Загальний наліт Вілока склав понад 2500 годин на 43 типах літаків і вертольотів, він має кваліфікацію льотчика першого класу армійської авіації